# Henry Hope (Canada)
Pour les articles homonymes, voir Henry Hope.
Henry Hope (après 1746 - 13 avril 1789) est un officier et administrateur colonial britannique qui servit à titre de lieutenant-gouverneur de la province de Québec.

## Biographie
Fils de Charles Hope-Vere et Anne Hope-Vere, Henry Hope est né probablement en Écosse. Il entre dans l'armée en 1764, arriva en Amérique du Nord en 1775 et fait campagne durant la guerre d'indépendance américaine. Rentré quelque temps en Angleterre de 1779 à 1781, il arrive au Canada en 1782. Promu colonel, il devient commandant militaire de Québec en 1785, puis commandant de toute la province en octobre de la même année.
Jouissant d'appuis au gouvernement britannique, Hope est nommé lieutenant-gouverneur dès le 2 novembre 1785. Le gouverneur en titre, Frederick Haldimand, séjournant alors en Grande-Bretagne, Hope dirige effectivement la province.
En avril 1786, lord Dorchester (Guy Carleton) est nommé gouverneur-général de toute l'Amérique du Nord britannique, Hope conservant la responsabilité de la province de Québec. Associé d'abord au French Party, il tergiverse sur plusieurs questions et est pris à partie par le juge en chef William Smith.
Il fait un séjour en Angleterre en 1788 mais dès son retour le printemps suivant succombe à la petite vérole.